# 아카데미 주제가상
아카데미 주제가상(Academy Award for Best Original Song)은 영화 예술 과학 아카데미 (AMPAS)가 해마다 영화 산업 종사자들에게 주는 상 중 하나로, 영화를 위해 작곡된 가장 우수한 원안 곡을 작곡한 작곡가들에게 주어지는 상이다. 곡의 연주자는 음악, 가사 또는 둘 다에 기여하지 않을 경우 아카데미 상 수상자로 인정되지 않는다. 주제가상 후보로 선정된 곡들은 상 발표 이전에 시상식이 이뤄지는 동안 연주된다.
주제가상은 1934년 최우수 영화를 기념하던 시상식인 제7회 아카데미상에서 처음으로 도입되었다. 송라이터와 작곡가인 아카데미 회원들이 후보를 선정하고, 수상은 아카데미 회원권을 지닌 모두가 선정한다.